# Pirbright

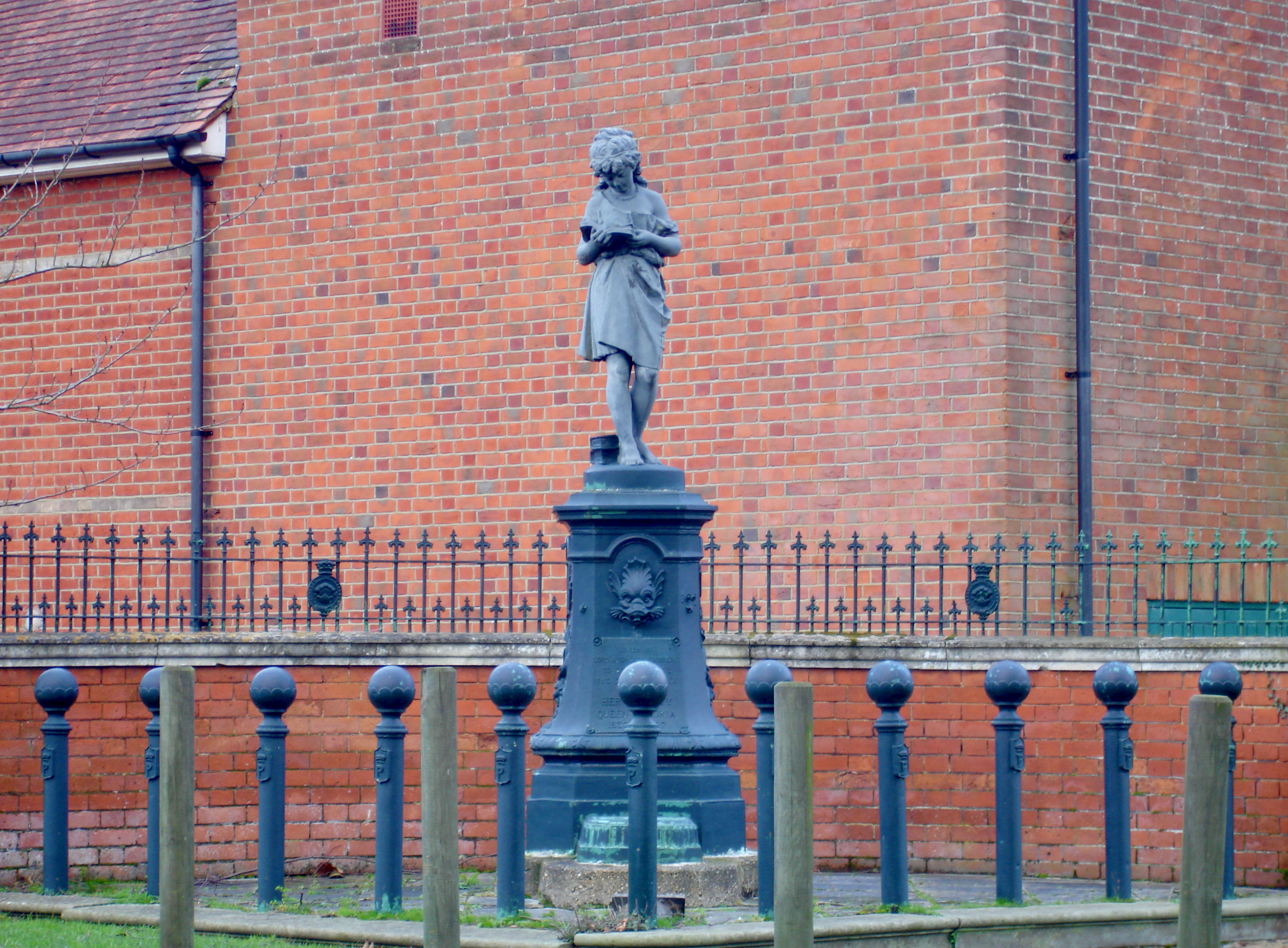
Socha poblíž radnice v Pirbright

Pirbright je vesnice ležící v hrabství Surrey v jihovýchodní Anglii. Počet obyvatel ve vesnici se pohybuje kolem 1400. Pirbright je známý především tím, že se zde nacházejí státní výzkumné laboratoře pro studium infekčních nemocí hospodářských zvířat (tzv. Institute for Animal Health).